# Proliferazione di licenze
L'espressione proliferazione di licenze si riferisce ai problemi che si creano quando sono scritte licenze software aggiuntive per pacchetti software. La proliferazione di licenze danneggia la comunità degli sviluppatori di software libero. Spesso, infatti, quando uno sviluppatore di software vorrebbe fondere insieme porzioni di programmi software diversi, non è in grado di farlo perché le licenze sono incompatibili. Quando invece il software prodotto sotto due diverse licenze può essere combinato in un'applicazione software più grande, si dice che le licenze sono compatibili. Via via che il numero di licenze aumenta, cresce anche la probabilità che uno sviluppatore di "software libero e a sorgente aperto" (free and open source software, FOSS) voglia fondere insieme software che sono disponibili sotto licenze incompatibili. Esiste anche un costo maggiore per le compagnie che abbiano la necessità di valutare ogni licenza FOSS per i pacchetti che usano. Strettamente parlando, nessuno è a favore della proliferazione di licenze. Piuttosto, il problema scaturisce dalla tendenza delle organizzazioni a scrivere nuove licenze per rispondere a bisogni reali o percepiti legati alle loro pubblicazioni di software.

## Licenze compatibili
La Free Software Foundation (FSF), che cura la GNU General Public License (GPL), cura anche una lista delle licenze che sono compatibili con la GPL. Un'altra popolare licenza FOSS è la Apache License. La Apache Foundation ha una pagina che discute il fatto che la Apache License sia elencata compatibile con la GPLv3 ma soltanto a senso unico: il software Apache può essere incluso nel software GPLv3 software ma non viceversa.

## Licenze personalizzate
Il termine vanity licenses, traducibile come "licenze personalizzate" si riferisce a una licenza che è scritta da una compagnia o da una persona solo per poterne creare una propria, senza nessun'altra ragione effettiva. Se si crea una nuova licenza che non presenta nessun ovvio miglioramento o differenza rispetto ad un'altra licenza FOSS più comune, allora quella sarà una "vanity license", cioè una licenza personalizzata, fatta letteralmente "per vanità", senza nessuna utilità pratica.
Il problema esiste ormai da alcuni anni. Nel 2008, risultava che molte persone creavano una nuova licenza personalizzata per il loro programma appena pubblicato, senza conoscere i requisiti per una licenza FOSS e senza rendersi conto che una licenza non standard poteva rendere il programma quasi inutile per gli altri.

## La posizione della OSI
Quelli della Open Source Initiative (OSI) si considerano i guardiani di quali licenze possono essere chiamate open source. Curano una lista delle licenze approvate dalla OSI, e all'inizio della loro storia, hanno contribuito essi stessi a una parte della proliferazione di licenze fornendo assistenza nella produzione e approvando licenze personalizzate (vanity licenses). In effetti, alcuni esperti come Mark Shuttleworth sostengono che la OSI è in gran parte responsabile del problema di proliferazione delle licenze Archiviato il 22 marzo 2019 in Internet Archive. continuando ad accettare nuove licenze. Il Progetto sulla proliferazione di licenze della OSI ha preparato un Rapporto sull'argomento.

## La posizione della FSF
Richard Stallman, presidente della FSF, e Bradley M. Kuhn, ex amministratore esecutivo, hanno preso posizione contro la proliferazione di licenze fin dal 2000, quando hanno istituito la lista delle licenze della FSF, che esortava gli sviluppatori a usare soltanto licenze considerate GPL-compatibili.

## La posizione della FSFE
Ciarán O'Riordan, già membro della Free Software Foundation Europe (FSFE), sostiene che la cosa principale che la FSF può fare per impedire la proliferazione di licenze è ridurre le ragioni che stanno alla base della creazione di nuove licenze, in un editoriale intitolato How GPLv3 tackles license proliferation ("Come la GPLv3 affronta la proliferazione di licenze"). Generalmente la FSF Europe raccomanda coerentemente il più possibile l'uso della GNU GPL, e quando ciò non è possibile, di usare comunque licenze compatibili con la GPL.

## La posizione di Google
Nel 2006-2010, Google ha assunto una posizione univoca sulla proliferazione di licenze. Specificamente, nel  2006, ha annunciato che il suo sito Google Code, che ospita gratuitamente risorse e strumenti per gli sviluppatori di software, avrebbe accettato soltanto progetti muniti delle seguenti licenze:
- Apache License 2.0
- Artistic License/GPL (spesso usata dalla comunità Perl)
- GNU General Public License 3.0
- GNU General Public License 2.0
- GNU Lesser General Public License
- MIT License
- New BSD License
- Mozilla Public License 1.1
- Eclipse Public License

Nel 2008, Google ha ulteriormente annunciato di raccomandare fortemente la scelta della Apache License o della  versione 3 della GPL (GPLv3) per i progetti.
In un capovolgimento di queste posizioni più rigide, nel 2010, Google ha infine annunciato che avrebbe semplicemente rispecchiato la posizione della OSI e richiesto meramente che i progetti ospitati su Google Code siano licenziati sotto una licenza approvata dalla OSI.